# Parafia św. Jadwigi Śląskiej w Kraskowie
Parafia św. Jadwigi Śląskiej w Kraskowie – polska rzymskokatolicka parafia, należąca do dekanatu Kluczbork w diecezji opolskiej.

## Historia parafii
Krasków przez długie lata nie posiadał własnego kościoła. Kraskowianie chodzili na nabożeństwa do Kuniowa, który był ich kościołem parafialnym. W latach 1870–1872 wybudowano neogotycką kaplicę pw. Św. Jadwigi Śląskiej ufundowaną przez Marię Stanosek, którą w 1932 roku rozbudowano. Samodzielna parafia powstaje w 1940 roku przez wydzielenie z parafii w Kuniowie. Pierwszym proboszczem zostaje ksiądz Hugo Springer (do 1945 roku).
Od roku 2008 proboszczem parafii jest ksiądz Piotr Glinka.

## Liczebność i obszar parafii
Parafia obejmuje wsie Krasków (654 mieszkańców) oraz oddaloną o 2 kilometry Ligotę Dolną (577 mieszkańców).
Ponadto duszpasterska opieka parafii obejmuje również:
- Publiczne Przedszkole w Kraskowie
- Publiczne Przedszkole w Ligocie Dolnej
- Publiczna Szkoła Podstawowa w Kraskowie

## Duszpasterze

### Proboszczowie
- ks. Hugo Springer (1940-1945),
- ks. Szczepan Sadowy (1945-1947),
- ks. Józef Kluba (1947-1976),
- ks. dziekan Antoni Dudar (1976-2008),
- ks. Piotr Glinka (2008 – nadal)

### Kapłani i siostry zakonne pochodzący z parafii[1]
- ks. Józef Smolin,
- ks. Adolf Jung,
- ks. Tdeusz Bartoszewski,
- s. Dorota Smolin

## Grupy parafialne
- Liturgiczna Służba Ołtarza
- Rada Parafialna
- Zespół Parafialny
- Róże Różańcowe
- Rodzina Franciszkańska[2]